# Neotrichia cayada
Neotrichia cayada är en nattsländeart som beskrevs av Harris och Davenport 1992. Neotrichia cayada ingår i släktet Neotrichia och familjen smånattsländor. Inga underarter finns listade i Catalogue of Life.